# Nefat Ashqelon
Nefat Ashqelon är ett subdistrikt i Israel.   Det ligger i distriktet Södra distriktet, i den centrala delen av landet.